# Ублиска
Ублиска — деревня на северо-западе Бежаницкого района Псковской области.  Входит в состав сельского поселения Чихачевское.
Расположена на реке Деревка (при впадении в неё речки Топорово) в 28 км к северу от райцентра Бежаницы.
Численность населения деревни составляет 193 жителя (2000 год).
До 3 июня 2010 года деревня входила в состав ныне упразднённой Ново-Кузнецовской волости в качестве её административного центра.